# Humans
Humans – brytyjsko-amerykański serial science fiction wyprodukowany przez AMC Studios, Channel 4 oraz Kudos. Serial jest adaptacją szwedzkiego serialu telewizyjnego Real Humans, emitowanego od 22 stycznia 2012 roku do 5 lipca 2018 roku przez Sveriges Television. Humans jest koprodukcją brytyjskiej stacji telewizyjnej Channel 4 oraz amerykańskiej sieci telewizyjnej AMC.
Premierowy odcinek został wyemitowany 14 czerwca 2015 przez Channel 4. W USA serial jest emitowany od 28 czerwca 2015 roku przez AMC. 31 lipca 2015 roku AMC i Channel 4 zamówiły 2 sezon. Pod koniec października 2015 roku jeden z twórców potwierdził, że planowany jest 3. sezon i kolejne.
W Polsce serial był emitowany od 12 maja 2016 roku do 26 listopada 2018 roku przez AMC Polska. Polska premiera drugiego sezonu miała miejsce również na kanale AMC Polska, 12 stycznia 2017 roku.
22 maja 2019 roku ogłoszono zakończenie produkcji serialu po trzech sezonach.

## Fabuła
Akcja serialu dzieje się w równoległym świecie, w którym każda rodzina chce mieć robota służącego, Synth. Po pewnym czasie ludzie odkrywają, że życie z takim robotem ma ogromne konsekwencje.

## Obsada
- Colin Morgan jako Leo[7]
- Gemma Chan jako Anita[7]
- Katherine Parkinson jako Laura Hawkins[8]
- Tom Goodman-Hill jako Joe Hawkins[8]
- William Hurt jako dr. George Millican[8]
- Will Tudor jako Odi
- Rebecca Front jako Vera[7]
- Neil Maskell jako D.S. Peter Drummond[7]
- Danny Webb jako Hobb
- Ivanno Jeremiah jako Max
- Emily Berrington jako Niska[7]
- Sope Dirisu jako Fred
- Lucy Carless jako Mattie Hawkins
- Theo Stevenson jako Toby Hawkins
- Pixie Davis jako Sophie Hawkins
- Ruth Bradley jako D.I. Karen Voss
- Jill Halfpenny jako Jill Drummond
- Jack Derges jako Simon
- Manpreet Bachu jako Harun Khan
- Philip Arditti jako Salim Sadik
- Ellen Thomas jako Lindsey Kiwanuka
- Akie Kotabe jako dr. Ji Dae-sun
- Jonathan Aris jako Robert
- Bella Dayne[9] (sezon 2)
- Carrie-Anne Moss jako dr Athena Morrow[10] (sezon 2)
- Sam Palladio jako Ed[10] (sezon 2)
- Marshall Allman jako Milo Khour[10] (sezon 2)

## Odcinki
| Sezon | Sezon | Odcinki | Oryginalna emisja    | Oryginalna emisja | Oryginalna emisja   | Oryginalna emisja | Oryginalna emisja |
| Sezon | Sezon | Odcinki | Premiera sezonu      | Finał sezonu      | Premiera sezonu     | Finał sezonu      |                   |
| ----- | ----- | ------- | -------------------- | ----------------- | ------------------- | ----------------- | ----------------- |
|       | 1     | 8       | 14 czerwca 2015      | 2 sierpnia 2015   | 12 maja 2016        | 30 czerwca 2016   |                   |
|       | 2     | 8       | 30 października 2016 | 18 grudnia 2016   | 12 stycznia 2017    | 2 marca 2017      |                   |
|       | 3     | 8       | 17 maja 2018         | 5 lipca 2018      | 8 października 2018 | 26 listopada 2018 |                   |

## Produkcja
Serial początkowo był tworzony przez zamknięte studio Xbox Entertainment, od którego odkupiła prawa stacja kablowa AMC.